# National Charity League Inc.
La National Charity League, Inc. es una asociación caritativa y una organización sin ánimo de lucro formada por madres e hijas organizadas en capítulos repartidos por los Estados Unidos. Es una asociación filantrópica que se ocupa principalmente del servicio comunitario, el desarrollo social y la experiencia cultural.

## Historia
La organización fue creada en Los Ángeles, California en 1925 y fue incorporada en 1958. Su historia empieza en 1925 cuando un pequeño grupo de mujeres fundó la organización en Los Ángeles. Estas señoras apoyaban a la Cruz Roja Americana. Estas mujeres tenían el apoyo de sus hijas, estas en 1938 formaron su propio grupo. En 1947 ambos grupos se unieron de nuevo para convertirse en una asociación filantrópica, y empezaron a llamarse la Liga Nacional Caritativa (en inglés: National Charity League ). La NCL expandió su labor más allá del trabajo filatrópico para incluir el liderazgo femenino, así como las actividades de tipo cultural. En 1958, la NCL fue reorganizada, fue incorporada y se le dio el nombre de National Charity League Incorporated.